# Il y avait une ville
Albums de Claude Nougaro
Le Cinéma
(1962)
Il y avait une ville est le premier 33 tours 25cm de Claude Nougaro, il sort en octobre 1958 sous le label Président.

## Autour de l'album
- Référence originale : Président KV. 51[1].
- Le disque est réédité en 1963 en 33 tours 30cm sous le label National (référence : Nat 16185)[2].

## Titres
| 1. | Il y avait une ville            | Claude Nougaro | Jimmy Walter   | 2 min 30 s |
| 2. | Marguerite                      | Claude Nougaro | Jimmy Walter   | 2 min 20 s |
| 3. | Vachement décontracté           | Claude Nougaro | Michel Legrand | 2 min 58 s |
| 4. | Les Anges                       | Claude Nougaro | Henri Salvador | 1 min 47 s |
| 5. | Le Piano de mauvaise vie (Jeru) | Claude Nougaro | Gerry Mulligan | 2 min 24 s |
| 6. | Maman m'la dit                  | Claude Nougaro | Jimmy Walter   | 2 min 30 s |
| 7. | Tiens toi bien mon cœur         | Claude Nougaro | Michel Legrand | 2 min 02 s |
| 8. | Serge et Nathalie               | Claude Nougaro | Michel Legrand | 3 min 25 s |
| 9. | Toutes les musiques             | Claude Nougaro | Jimmy Walter   | 2 min 45 s |